# Oncaea philippinensis
Oncaea philippinensis is een eenoogkreeftjessoort uit de familie van de Oncaeidae. De wetenschappelijke naam van de soort is voor het eerst geldig gepubliceerd in 1977 door Kazachenko & Avdeev.